# Volksrepublik Kongo
Die Volksrepublik Kongo (französisch République Populaire du Congo) war ein sozialistischer Staat, der im Jahr 1969 als Nachfolger der Republik Kongo gegründet wurde. Das Land war der erste offiziell sozialistische Staat Afrikas.
Angeführt von der Kongolesischen Partei der Arbeit (frz. Parti Congolais du Travail, Abkürzung PCT), gab es den Staat bis 1991, als das Land wieder in Republik Kongo umbenannt wurde und die Regierung unter der PCT schon früh inmitten der Welle der kongolesisch-republikanischen Mehrparteien-Reformen Anfang 1990 beseitigt wurde.

## Geschichte

Flagge der Kongo-Armee (1970–1992)

Die Volksrepublik Kongo wurde am 31. Dezember 1969 nach dem erfolgreichen Putsch vom 4. September 1968 in Brazzaville ausgerufen. Ausgelöst wurde dieser von organisierten militanten Linken, die die pro-europäische Regierung stürzten. Marien Ngouabi wurde am 31. Dezember 1968 als Leiter des Staates installiert und verwandelte das Land innerhalb von zwei Jahren in einen realsozialistischen Staat. Nach Abschaffung der kongolesischen Nationalversammlung gründete Ngouabi eine marxistisch-leninistische Partei (bekannt als die Kongolesische Arbeitspartei (PCT)). Diese war die einzige erlaubte Partei des neuen Staates. Ngouabi wurde 1977 ermordet.
Wie die anderen (real-)sozialistischen Staaten Afrikas auch, unterhielt die Volksrepublik Kongo enge Beziehungen mit der Sowjetunion und war Teil des Ostblocks. Diese Bindung blieb auch nach dem Attentat gegen Ngouabi im Jahre 1977 stark. Doch die Regierung unter der PCT hatte weiterhin gute Beziehungen zu Frankreich.
Am 10. Juni 1991 entfernte die Souveräne Nationale Konferenz das Wort populaire ("Volks"-) aus dem offiziellen Landesnamen, ersetzte aber auch die Fahne und die Hymne namens Les Trois Glorieuses, welche die Regierung der PCT 1970 im Land eingeführt hatte. Die Souveräne Nationale Konferenz beendete die PCT-Regierung und ernannte den Übergangs-Premierminister André Milongo, der mit Befugnissen der Exekutive bekleidet wurde. Der letzte Präsident Denis Sassou-Nguesso durfte im Amt bleiben.

## Bevölkerungsentwicklung
Die Volksrepublik Kongo hatte im Jahr 1988 2.153.685 Einwohner. Es gab 15 verschiedene ethnische Gruppen, obwohl die meisten Kongo, Sangha, M'Bochi oder Teke waren. 8.500 Europäer, zumeist französischer Abstammung aus der Kolonialzeit in Französisch-Äquatorialafrika, lebten in der Volksrepublik Kongo. Französisch war die offizielle Sprache, aber auch andere anerkannte Sprachen erhielten einen offiziellen Status, darunter Kikongo und Lingala. Der Großteil der Bevölkerung war in städtischen Gebieten wie Brazzaville konzentriert. Die Alphabetisierung betrug 80 %, was einen einzigartigen Erfolg der kommunistischen Regierung innerhalb Afrikas darstellt; die Kindersterblichkeit war jedoch hoch.

## Historische Bezeichnungen
| Historische Namensgebung der Territorien des Kongo | Historische Namensgebung der Territorien des Kongo      | Historische Namensgebung der Territorien des Kongo               |
| ehemalige Belgische Kolonie | ehemalige Französische Kolonie (A)                      | ehemaliges Portugiesisches Protektorat                           |
| --- | ------------------------------------------------------- | ---------------------------------------------------------------- |
| ab 1877 kolonialisiert | 1880er kolonialisiert (G)                               | ab 1885 Portugiesisch-Kongo                                      |
| ab 1885 Kongo-Freistaat | ab 1903 Mittelkongo                                     | ab 1885 Portugiesisch-Kongo                                      |
| ab 1908 Belgisch-Kongo | 1910 Französisch-Kongo                                  | ab 1885 Portugiesisch-Kongo                                      |
| ab 1908 Belgisch-Kongo | ab 1958 Republik Kongo                                  | 1956 Portugiesisch-Kongo unter gemeinsamer Verwaltung mit Angola |
| 30. Juni 1960 Unabhängigkeit | 15. August 1960 Unabhängigkeit                          | 1956 Portugiesisch-Kongo unter gemeinsamer Verwaltung mit Angola |
| 1960 Republik Kongo (genannt Kongo-Léopoldville) 1960 Proklamation der Freien Republik Kongo durch lumumbistische Aufständische (von 26 Staaten anerkannt, nach etwa einem Jahr von Regierungstruppen zerschlagen)         | 1960 Kongolesische Republik (genannt Kongo-Brazzaville) | 1956 Portugiesisch-Kongo unter gemeinsamer Verwaltung mit Angola |
| 1961 Bundesrepublik Kongo (genannt Kongo-Léopoldville) 1964 Proklamation der Volksrepublik Kongo durch Aufständische in Stanleyville (nur von 7 Staaten anerkannt, nach wenigen Monaten von Regierungstruppen zerschlagen) | 1960 Kongolesische Republik (genannt Kongo-Brazzaville) | 1956 Portugiesisch-Kongo unter gemeinsamer Verwaltung mit Angola |
| 1964 Demokratische Republik Kongo (genannt Kongo-Léopoldville) | 1965 Republik Kongo (genannt Kongo-Brazzaville)         | 1956 Portugiesisch-Kongo unter gemeinsamer Verwaltung mit Angola |
| 1966 Demokratische Republik Kongo (genannt Kongo-Kinshasa) | 1965 Republik Kongo (genannt Kongo-Brazzaville)         | 1956 Portugiesisch-Kongo unter gemeinsamer Verwaltung mit Angola |
| 1971 Republik Zaïre | 1969 Volksrepublik Kongo                                | 1974 Portugiesisch-Kongo von Angola besetzt                      |
| 1991/92 (Kongo-Zaïre) Verfassungsentwurf der von Mobutu suspendierten Nationalen Souveränen Konferenz | 1969 Volksrepublik Kongo                                | 1974 Portugiesisch-Kongo von Angola besetzt                      |
| seit 1997 Demokratische Republik Kongo | seit 1991 Republik Kongo                                | seit 1975 Cabinda Provinz (Exklave) von Angola                   |
| (A) als Teil von Französisch-Äquatorialafrika (G) 1888–1910 auch Gabun Teil von Französisch-Kongo |                                                         |                                                                  |